# El vertedero
El vertedero (en Inglés, The Dump) es el noveno episodio de la primera temporada de Love, Death & Robots. Es el episodio número 9 de la serie en general. Está basada en la historia corta homónima de Joe R. Lansdale. El episodio trata sobre un Inspector de ciudad que visita a Dave Dvorchack "feo Dave", un viejo que vive en un vertedero, con el objetivo de convencerlo de dejar su hogar de basura. Se estrenó el 15 de marzo del 2019 en Netflix.

## Argumento
Un inspector de la ciudad intenta convencer a Dave Dvorchek (también conocido como "Feo Dave") de que se mude de su casa en un gran basurero. Sin embargo, Dave se niega a irse. De ahí, Dave le cuenta al inspector sobre su encuentro pasado con Otto, un monstruo de estiércol que se ha fusionado con cualquier material que pueda consumir en el vertedero que una vez se comió a su amigo Pearly. En lugar de matarlo, Dave lo convirtió en su mascota. Luego anima a Otto a comerse al inspector, que Dave y Otto juegan a buscar con su brazo amputado.

## Reparto de Voces
| Personaje                 | Actor/Actriz original Estados Unidos | Actor/Actriz de doblaje Hispanoamérica | Actor/Actriz de doblaje España |
| ------------------------- | ------------------------------------ | -------------------------------------- | ------------------------------ |
| Dave Dvorchack "Feo Dave" | Nolan North                          | Gabriel Pingarrón                      | Roberto Cuenca                 |
| Inspector                 | Gary Cole                            | Jesús Cortez                           | Luis Bajo                      |
| Pearly                    | André Sogliuzzo                      | Eduardo Ménez                          | Jorge Insua                    |

## Símbolos
Al finalizar el intro, se nos presenta una serie de 3 símbolos, siendo: Un corazón (❤), una equis (❌) y una cabeza robótica (🤖); reflejando amor, muerte y robots respectivamente. De ahí los símbolos cambian velozmente, acoplándose a la temática del episodio en cuestión, en cada episodio los símbolos son distintos. En El vertedero nos presentan los siguientes símbolos:
- Un encendedor Zippo (🔥)
- Una equis (❌)
- Otto, la mascota monstruo de Dave (🐶)

## Estreno
El vertedero se estrenó el 15 de marzo de 2019 en Netflix junto con el resto de episodios que componen el volumen 1.